# Баштаков, Леонид Фокеевич
Леонид Фокеевич Баштаков (1900, село Самвольная Ивановка, Самарская губерния — 1970, Москва) — высокопоставленный работник органов НКВД-НКГБ-МГБ. Комиссар государственной безопасности (14.02.1943), генерал-майор (09.07.1945).

## Биография
Родился в крестьянской семье, русский. Образование — незаконченное среднее. В 1915—1922 работал счетоводом в Самаре и в Ташкенте.
В 1923—1925 — секретарь Особого отдела 34-й стрелковой дивизии, в 1925—1928 — уполномоченный ЭКО Самарского губотдела ГПУ, в 1928—1929 — уполномоченный ЭКО ПП ОГПУ по Средне-Волжской области. В 1926 году вступил в ВКП(б).
В 1929—1930 — курсант Школы внутренних органов ОГПУ, в 1930—1937 — лаборант, старший руководитель дисциплин Центральной школы ОГПУ-НКВД СССР.
В 1937 переведён в центральный аппарат НКВД. Занимал должности заместителя начальника 1-го (учётно-статистического) спецотдела НКВД (22.12.1938—05.03.1940), начальника 1-го спецотдела НКВД (05.03.1940—26.02.1941, 31.07.1941—20.01.1942), начальника 2-го отдела НКГБ (26.02.1941—31.07.1941), начальника Высшей школы НКВД—НКГБ—МГБ СССР (20.01.1942—23.05.1947). Весной 1940 года наряду с В. Н. Меркуловым и Б. З. Кобуловым входил в состав тройки НКВД, выносившей смертные приговоры польским военнопленным и гражданским лицам.
В 1947—1949 находился на пенсии. В 1949—1951 — начальник секретно-шифровального отдела Министерства геологии СССР, затем заместитель начальника Главного управления геологических фондов.
В середине 1950-х — начале 1960-х Баштаков неоднократно вызывался на допросы.
Умер в Москве. Урна с прахом захоронена в колумбарии Донского кладбища.

## Звания
Лейтенант госбезопасности (23.02.1936), старший лейтенант госбезопасности (25.07.1938), капитан госбезопасности (25.03.1939), майор госбезопасности (14.03.1940), старший майор госбезопасности (12.07.1941), комиссар госбезопасности (14.02.1943), генерал-майор (09.07.1945).

## Награды
Орден Красной Звезды (26.04.40), знак «Заслуженный работник НКВД» (19.12.42), Орден Красной Звезды (20.09.43), Орден Красного Знамени (03.11.44), Орден Ленина (30.04.46), орден «Знак Почёта», орден СФРЮ «Партизанская Звезда 1 степени», Орден Боевого Красного Знамени МНР, 3 медали.